# Seznam písní s texty Pavla Braxatorise
Toto je seznam textařské tvorby k písním, které napsal slovenský libretista a textař Pavol Braxatoris.   

## Seznam
poz.
- píseň - interpret - (h:autor hudby) - rok- dílo

(h:/) - doposud nezjištěný autor hudby
- (na doplnění)

## A
- Abeceda lásky - - (h:/) - 1937
- Adam a Eva - František Krištof Veselý - (h:Gejza Dusík) - 1938 - opereta Keď rozkvitne máj
- Adie drahý, adieu drahá - - (h:Gejza Dusík) - - slow fox
- Aha, už je tu ča-ča - - (h:/) - 1960
- Aj ku mne raz prísť musí - - (h:Gejza Dusík) - 1954 - opereta Zlatá rybka
- Aj slepé kura zrnko nájde - - (h:Gejza Dusík) - 1963 - opereta Karneval na Rio Grande
- Aj ty /Čo si len počnem bez teba - - (h:/)
- Ako more vzbúrené - - (h:Gejza Dusík) - 1963 - opereta Karneval na Rio Grande
- Ani ryba, ani rak - - (h:Gejza Dusík) - 1971 - opereta To by bola láska

## B
- Bez lásky smutno žít - - (h:/) - 1938
- Bez teba nebudem ničím - - (h:Gejza Dusík) - 1939 - opereta Modrá ruža
- Biela vrana - - (h:/) - 1967
- Biely orgován - - (h:/)
- Bozk len tak bez citu - - (h:Gejza Dusík) - 1956 - opereta Hrnčiarsky bál
- Buď len mojou kamarátkou - František Krištof Veselý - (h:Gejza Dusík) - 1937

## C
- Claudia Cora - - (h:/) - 1966

## Č
- Červený Jim - - (h:Gejza Dusík) - 1971 - opereta To by bola láska
- Čierne dieťa mám - - (h:Gejza Dusík) - 1963 - opereta Karneval na Rio Grande
- Čistič topánok - - (h:Gejza Dusík) - 1963 - opereta Karneval na Rio Grande
- Človek je tvor... - - (h:Gejza Dusík) - 1963 - opereta Karneval na Rio Grande
- Čo je to láska - - (h:Gejza Dusík) - 1939 - opereta Modrá ruža
- Čo sa mi môže stať - František Krištof Veselý, Bea Littmannová a Jozef Kuchár - (h: Gejza Dusík) - 1939 - opereta Modrá ruža - tango
- Čo si len počnem bez teba - - (h:Gejza Dusík) - 1939 - opereta Modrá ruža

## D
- Daj gól - - (h:Gejza Dusík) - 1944 - opereta Tajomný prsteň
- Dajže mi, dievčatko - - (h:Gejza Dusík) - 1938 - opereta Keď rozkvitne máj
- Dievča a muži - - (h:/) - 1958
- Dievča na vydaj - - (h:Gejza Dusík) - 1963 - opereta Karneval na Rio Grande
- Dievča, smutné oči máš - - (h:Josef Stelibský) - 1933
- Divné želanie - - (h:Gejza Dusík) - 1971 - opereta To by bola láska
- Dnes, dnes, dnes - - (h:Gejza Dusík) - 1963 - opereta Karneval na Rio Grande
- Dobrú noc vám - - (h:Gejza Dusík) - 1939 - opereta Modrá ruža
- Dobrý deň, láska - - (h:/)
- Dobrý koniec všetky chyby napraví - - (h:Gejza Dusík) - 1944 - opereta Tajomný prsteň
- Do kolečka, do kola - - (h:/) - 1938
- Dúšok čiernej kávy - - (h:/)
- Dve oči neverné - František Krištof Veselý a Tri dievčatká, Ivan Stanislav - (h: Gejza Dusík) - 1946 - tango
- Dve zlaté obrúčky - - (h:/)

## E
- Exekúcia - - (h:Gejza Dusík) - 1956 - opereta Hrnčiarsky bál

## F
- Fero, Fero - - (h:Gejza Dusík) - 1971 - opereta To by bola láska

## H
- Holúbok môj - - (h:/)
- Horou, dolinou - - (h:Gejza Dusík) - 1956 - opereta Hrnčiarsky bál
- Hudba, hraj - - (h:/) - 1955
- Hviezdy nad Jadranom - - (h:/) - 1958

## Ch
- Chodil som dnes - - (h:Gejza Dusík) - 1963 - opereta Karneval na Rio Grande

## I
- Iba dúšok čiernej kávy - - (h:/)

## J
- Jarmočná pieseň - - (h:Gejza Dusík) - 1956 - opereta Hrnčiarsky bál
- Jarmočný spevák - - (h:Gejza Dusík) - 1956 - opereta Hrnčiarsky bál
- Já chtěl bych kousek modrého nebe mít - - (h:/)
- Ja sa nedám od Teba už za nos vodiť - František Krištof Veselý - (h:Gejza Dusík) - slow fox
- Já se tomu musím smát - - (h:/) - 1938
- Ja som optimista - František Krištof Veselý, Milan Lasica a Bratislava Hot Serenaders - (h:Gejza Dusík) - 1937 - fox
- Ja som šuhaj z chudobného rodu - - (h:Gejza Dusík) - 1956 - opereta Hrnčiarsky bál
- Já všechno vypátrám - - (h:/) - 1938
- Ja za šuhaja - - (h:Gejza Dusík) - 1938 - opereta Keď rozkvitne máj
- Jeanetta - - (h:Gejza Dusík) - 1938 - opereta Modrá ruža
- Jedinú na šírom svete - - (h:Gejza Dusík) - 1938 - opereta Keď rozkvitne máj
- Je láska vína čašou - - (h:Gejza Dusík) - 1971 - opereta To by bola láska
- Je láska svetlom zory - - (h:/)
- Je taká úžasná - - (h:Gejza Dusík) - 1939 - opereta Modrá ruža
- Je to iba zvyk - - (h:Gejza Dusík) - 1944 - opereta Tajomný prsteň
- Je v láske čosi úžasné - - (h:/)
- Je zo mňa poéta - - (h:/) - 1964

## K
- Kam vietor tam plášť - - (h:Gejza Dusík) - 1956 - opereta Hrnčiarsky bál
- Karnevalová samba - - (h:Gejza Dusík) - 1963 - opereta Karneval na Rio Grande
- Kde bolo, tam bolo - - (h:/)
- Kde si moja láska stratená - - (h:/) - 1937
- Když rozkvete nový máj - - (h:/) - 1937
- Každý si rád zavolá - - (h:Gejza Dusík) - 1938 - opereta Keď rozkvitne máj
- Keby som sa nebál - František Krištof Veselý - (h:Gejza Dusík) - 1944 - opereta Tajomný prsteň- foxtrot
- Keď dve srdcia láska spojí - - (h:/)
- Keď harmonika tíško znie - František Krištof Veselý, Zora Kolínska - (h:Gejza Dusík) - 1952- tango
- Keď láska v srdci počne hriať - - (h:Gejza Dusík) - 1954 - opereta Zlatá rybka
- Keď na oblohe jasné hviezdy - - (h:Gejza Dusík) - 1954 - opereta Zlatá rybka
- Keď naše tango zazneje - - (h:Gejza Dusík) - 1935 - tango
- Keď nový deň sa zrodí - - (h:/)
- Keď rozchodu chvíľa raz príde - - (h:Gejza Dusík) - 1944 - opereta Tajomný prsteň
- Keď rozkvitne nový máj - František Krištof Veselý - (h:Gejza Dusík) - 1938 - opereta Keď rozkvitne máj
- Keď rytmus volá - František Krištof Veselý - (h:Gejza Dusík) - 1937
- Keď sa znova stretneme - - (h:/) - 1965
- Keď sme tak sami - - (h:/) - 1938
- Keď som včera večer - - (h:Gejza Dusík) - 1954 - opereta Zlatá rybka
- Keď sviečka zhasne - - (h:Gejza Dusík) - 1963 - opereta Karneval na Rio Grande
- Keď žena ľúbi - - (h:/) - 1958
- Koloman, Koloman - - (h:/)
- Koľko čarovných žien - - (h:Gejza Dusík) - 1944 - opereta Tajomný prsteň
- Kopaničiarska - - (h:/) - 1956
- Kousek modrého nebe - R. A. Dvorský - (h:Gejza Dusík) - 1937 - tango
- Krásy kráľovná - - (h:Gejza Dusík) - 1971 - opereta To by bola láska
- Kto je dobrý politik - - (h:Gejza Dusík) - 1956 - opereta Hrnčiarsky bál
- Kto je rád veselý - František Krištof Veselý - (h:Gejza Dusík)
- Kto lásku ti dá - - (h:/)
- Kto rád má život - - (h: Gejza Dusík) - 1944 - opereta Tajomný prsteň
- Kto v srdci svojom - - (h:/)
- Kúsok modrého neba - - (h:/) - 1937
- Kytice kvetov /Kytica ruží/ - -(h:/) - 1964

## L
- Láska a magnetofón - - (h:/) - 1964
- Láska cenu nemá - - (h:Gejza Dusík) - 1954 - opereta Zlatá rybka
- Láska okolo blúdi - František Krištof Veselý - (h:Gejza Dusík) - 1939 [4]
- Láska, ty vieš robiť zázraky - - (h:/)
- Láska už sa vznáša nad nami - - (h:/)
- Lebo tu, lebo tam - František Krištof Veselý - (h:Gejza Dusík) - 1938 - opereta Modrá ruža
- Len tam chcem ísť - - (h:/) - 1965
- Len bez ženy - - (h:Gejza Dusík) - 1939 - opereta Modrá ruža
- Len jedno slovo stačí - - (h:/)
- Len teba hľadám - - (h: Gejza Dusík) - 1944 - opereta Tajomný prsteň
- Len ten, kto má rád - - (h:Gejza Dusík) - 1963 - opereta Karneval na Rio Grande
- Letelo vtáča nad nami - - (h:Gejza Dusík) - 1950
- Lúčenie - - (h:/) - 1962

## Ľ
- Ľúbim vás - - (h:/)

## M
- Mám ja klavír - František Krištof Veselý - (h: Gejza Dusík)
- Malá obrúčka a veľká láska - - (h:Gejza Dusík) - 1963 - opereta Karneval na Rio Grande
- Marína - Jozef Kuchár, Ivan Stanislav - (h:Gejza Dusík) - 1955
- Milujem vás - - (h:Arry Leuer) - 1935
- Mladosti pieseň - - (h:/) - 1951
- Mladosť - radosť - - (h:/) - 1960
- Mladý šimpanz - - (h:Gejza Dusík) - 1963 - opereta Karneval na Rio Grande
- Mladý tovariš - - (h:Gejza Dusík) - 1956 - opereta Hrnčiarsky bál
- Malé vtáča - - (h:Gejza Dusík) - 1956 - opereta Hrnčiarsky bál
- Mám ja klavír - - (h:Gejza Dusík) - 1944 - opereta Tajomný prsteň
- Modrá ruža - František Krištof Veselý, Bea Littmannová a Jozef Kuchár - (h:Gejza Dusík)
- Môj dobrý priateľ - - (h:Róbert Hrebenár) - 1960
- Možno je to zvyk - - (h:/) - 1944

## N
- Na cestu žitia - - (h:Gejza Dusík) - 1944 - opereta Tajomný prsteň
- Na hodoch - - (h:Gejza Dusík) - 1954 - opereta Zlatá rybka
- Námorník - - (h:/)
- Najkrajšie slová to nepovedia - - (h:/) - 1956
- Najkrajšia spomienka - - (h:/) - 1958
- Najkrajší deň - - (h:/) - 1953
- Najkrajší kút v šírom svete /Pieseň o rodnej zemi/ - Peter Dvorský - (h:Gejza Dusík) - 1956 - opereta Hrnčiarsky bál
- Najkrajšiu túžbu mám - - (h:Gejza Dusík) - 1938 - opereta Keď rozkvitne máj
- Najlepší tovar vám ponúkam - - (h:Gejza Dusík) - 1963 - opereta Karneval na Rio Grande
- Naša láska vzdialená - - (h:Arry Leuer) - 1935
- Naša pieseň veselo znie - - (h:Gejza Dusík) - 1954 - opereta Zlatá rybka
- Našiel som si nevestu - - (h:Gejza Dusík) - 1938 - opereta Keď rozkvitne máj
- Na večné časy - - (h:Gejza Dusík) - 1971 - opereta To by bola láska
- Na úslní šťastia - - (h:/)
- Návrat - - (h:Gejza Dusík) - 1971 - opereta To by bola láska
- Na všetko idem s úsmevom - - (h:/) - 1959
- Neber to vážne - - (h:/) - 1968
- Nedaj sa už toľko prosiť - - (h:Gejza Dusík) - 1954 - opereta Zlatá rybka
- Nech pieseň sladká znie - František Krištof Veselý - (h:Gejza Dusík) - 1949
- Nech sa tomu nikto nediví - - (h:/) - 1938
- Nejhezčí touhu mám - - (h:/) - 1938
- Nepovedz mi nie - - (h:Gejza Dusík) - 1944 - opereta Tajomný prsteň
- Neplač - - (h:/) - 1934
- Nerovná láska - - (h:Gejza Dusík) - 1956 - opereta Hrnčiarsky bál
- Nespokojnosť chodí so mnou - - (h:/)
- Netajím vám - - (h:Gejza Dusík) - 1956 - opereta Hrnčiarsky bál
- Never synček ženám - - (h:Gejza Dusík) - 1963 - opereta Karneval na Rio Grande
- Neviem, čo je žiarlivosť - - (h:Gejza Dusík) - 1963 - opereta Karneval na Rio Grande
- Nevolaj minulosť - - (h:/)
- Nie je všetko zlato - - (h:/)
- Nie som ešte taký starý - - (h:/)
- Nie, to sa mi neľúbi - - (h:Gejza Dusík) - 1939 - opereta Modrá ruža
- Nikto neuhádne - - (h:Gejza Dusík) - 1938 - opereta Keď rozkvitne máj
- Nostalgia - - (h:/)
- Nový Expres-prológ - - (h:Gejza Dusík) - 1971 - opereta To by bola láska

## O
- Odveziem ťa večer do mesta - - (h:Gejza Dusík) - 1944 - opereta Tajomný prsteň
- Oj, krásna vlasť - - (h:Gejza Dusík) - 1963 - opereta Karneval na Rio Grande
- On, ona a ja - - (h:Gejza Dusík) - 1971 - opereta To by bola láska
- O našom šťastí hrám - - (h:/) - 1955
- Opustené hniezdo - - (h:/)

## P
- Pečené holuby - - (h:/) - 1937
- Pieseň, aké ľahké krídla máš - - (h:/)
- Pieseň džbankárov - - (h:Gejza Dusík) - 1956 - opereta Hrnčiarsky bál
- Pieseň kamelota - - (h:Gejza Dusík) - 1963 - opereta Karneval na Rio Grande
- Pieseň môjho srdca - - (h:Gejza Dusík) - 1954 - opereta Zlatá rybka
- Pieseň o fialke - - (h:/)- 1937
- Pieseň o rodnej zemi /Najkrajší kút v šírom svete/ - Peter Dvorský - (h:Gejza Dusík) - 1956 - opereta Hrnčiarsky bál
- Pieseň o zlatej rybke - - (h:Gejza Dusík) - 1954 - opereta Zlatá rybka
- Pieseň o zlom drakovi - - (h:Gejza Dusík) - 1971 - opereta To by bola láska
- Pieseň vetra - - (h:/) - 1960
- Piesňou naša láska sa zdá - - (h:/)
- Poézia noci 1 - 2 /Pieseň pestrých svetiel/ - - (h:/)
- Povedz mi vánok - - (h:Gejza Dusík) - 1971 - opereta To by bola láska
- Poviem ti to jednou vetou - - (h:Gejza Dusík) - 1954 - opereta Zlatá rybka
- Pozdrav môj, vzlietni v diaľ - - (h:Gejza Dusík) - 1963 - opereta Karneval na Rio Grande
- Pozri sa do zrkadla - - (h:Gejza Dusík) - 1954 - opereta Zlatá rybka
- Pôvaby žien - - (h:/) - 1967
- Prečo v srdci skrývaš - - (h:Josef Stelibský) - 1933
- Pre šuhaja - - (h: Gejza Dusík) - 1938 - opereta Keď rozkvitne máj
- Príbeh jarnej noci - - (h:/)
- Prišla silvestrovská noc - - (h:Gejza Dusík) - 1963 - opereta Karneval na Rio Grande
- Príbeh cowboya Jima - - (h:/) - 1966
- Přijď, mé rety zlíbat smíš... (Gejza Dusík/Český text: Pavol Braxatoris, Slovenský text: Otto Kaušitz - opereta: Adam a Eva (Keď rozkvitne máj) - waltz

## R
- Ráčte mi prepáčiť - - (h:Gejza Dusík) - 1956 - opereta Hrnčiarsky bál
- Rád mám všetky - - (h:/)
- Ráno na trhu - - (h:Gejza Dusík) - 1963 - opereta Karneval na Rio Grande
- Raz prísť musí ten čas - - (h:Gejza Dusík) - 1944 - opereta Tajomný prsteň
- Rodný môj kraj - Karol Duchoň - (h: Gejza Dusík) - 1938 - opereta Keď rozkvitne máj - tango
- Rozprávka južných nocí - - (h:Gejza Dusík) - 1944 - opereta Tajomný prsteň
- Ružičky červené - Bea Littmannová - (h:Gejza Dusík) - 1938 - opereta Keď rozkvitne máj

## S
- Saigon - František Krištof Veselý, Milan Lasica a Bratislava Hot Serenaders - (h:Gejza Dusík) - fox
- Sám v noci temnej stojím - - (h:/) - 1937
- Scéna s jarmočným spevákom - - (h:Gejza Dusík) - 1956 - opereta Hrnčiarsky bál
- Sen o zlatom pobreží - - (h:Gejza Dusík) - 1971 - opereta To by bola láska
- S láskou je kríž /Byť zaľúbený/ - - (h: Gejza Dusík) - 1963 - opereta Karneval na Rio Grande
- S láskou to jinak nejde - - (h:Gejza Dusík) - 1938 - opereta Keď rozkvitne máj
- Sláva, nech žije mladý pár - - (h:Gejza Dusík) - 1956 - opereta Hrnčiarsky bál
- Slnečné ráno - - (h:/)
- Slniečko vyšlo - - (h:/)
- Slovensko mé /Zem slovenská/ - - (h:/) - 1938
- Snáď aj ku mne raz láska príde - - (h:Gejza Dusík) - 1939 - opereta Modrá ruža
- Snívaj o láske - - (h:/ ) - 1935
- Snívam o tej chvíli - - (h:/)
- Spievajže si, dievča moje - - (h:) - 1956
- Spev kamelota - - (h:Gejza Dusík) - 1963 - opereta Karneval na Rio Grande
- Spev to je môj život - - (h: Gejza Dusík) - 1938 - opereta Keď rozkvitne máj
- Spi už, synček - - (h:/) - 1942
- So srdcom otvoreným - - (h:Gejza Dusík) - 1963 - opereta Karneval na Rio Grande
- Spomínam - - (h:Gejza Dusík) - 1939 - opereta Modrá ruža
- Spomienka na Piešťany - - (h:/) - 1938
- Spomienky - - (h: Gejza Dusík) - 1938 - opereta Keď rozkvitne máj
- Stačí len jediný pohľad - - (h:/) - 1939
- Sťa letiaca hviezda - - (h:Gejza Dusík) - 1944 - opereta Tajomný prsteň
- S úsmevom a veselo - - (h:Gejza Dusík) - 1939 - opereta Modrá ruža
- S vami som vždy tak rád - - (h: Gejza Dusík) - 1944 - opereta Tajomný prsteň
- Svadobná fotografia - - (h:/)
- Svätojánske mušky - - (h:) - 1956
- Svet bez teba - - (h:Gejza Dusík) - 1938 - opereta Keď rozkvitne máj
- Svetlo a tieň - - (h:) - 1954

## Š
- Široká cestička - František Krištof Veselý - (h:Gejza Dusík) - 1947[5] [6]
- Šťastie je spievajúce vtáča - - (h:Gejza Dusík) - 1963 - opereta Karneval na Rio Grande
- Šťastie, tvoje meno láska je - - (h:/)

## T
- Tak dávno, dávno tomu - - (h:Gejza Dusík) - 1944 - opereta Tajomný prsteň
- Tak nekonečne krásna - František Krištof Veselý, Melánia Olláryová - (h:Gejza Dusík) - 1944 - opereta Tajomný prsteň - tango
- Tá pieseň pôjde v šíry svet - - (Pavol Braxatoris a Štefan Hoza/h:) - (spoluautor textu Štefan Hoza) - - (h:/)
- Tak smutno mi je bez teba - František Krištof Veselý - (h:Gejza Dusík) - 1944 - opereta Tajomný prsteň
- Taký som prekvapený - - (h:Gejza Dusík) - 1971 - opereta To by bola láska
- Tá modrá ruža - - (h:Gejza Dusík) - 1939 - opereta Modrá ruža
- Tam, kde si ty - - (h:/) - 1965
- Tam v diaľke za morom - - (h:Gejza Dusík) - 1944 - opereta Tajomný prsteň
- Tancuj, dievča - - (h:Gejza Dusík) - 1938 - opereta Keď rozkvitne máj
- Ten starý človek v parku - - (h:/)
- Teodor, Teodor - - (h:Gejza Dusík) - 1971 - opereta To by bola láska
- Tie dve oči - - (h:Gejza Dusík) - 1938 - opereta Keď rozkvitne máj
- Tiché šťastie - - (h:Gejza Dusík) - 1956 - opereta Hrnčiarsky bál
- To bola noc - - (h:Gejza Dusík) - 1971 - opereta To by bola láska
- To by bola láska - - (h:Gejza Dusík) - 1971 - opereta To by bola láska
- To býva infarktu príčina - - (h: Gejza Dusík) - 1971 - opereta To by bola láska
- Trávička zelená - - (h:Arry Leuer) - 1935
- Treba mi zabudnúť - - (h:Gejza Dusík) - 1956 - opereta Hrnčiarsky bál
- Tri rekordy šoféra - - (h:Gejza Dusík) - 1963 - opereta Karneval na Rio Grande
- Tú chvíľu najkrajšiu - František Krištof Veselý - (h:Gejza Dusík)
- Tvoje rúčky biele - - (h:Gejza Dusík) - 1935 - Slow fox
- To svoje srdce vrelé - - (h:/)
- Ty budeš kráľovnou - - (h:Gejza Dusík) - 1944 - opereta Tajomný prsteň
- Tykaj mi, tykaj - - (h:/)
- Ty vieš - - (h:Gejza Dusík) - 1938 - opereta Keď rozkvitne máj

## Ť
- Ťažko je kameň krájať - - (h:Gejza Dusík) - 1938 - opereta Keď rozkvitne máj
- Ťažko robiť dobrotu - - (h:Gejza Dusík) - 1971 - opereta To by bola láska

## U
- Úvahy opilca /Pieseň o víne/ - - (h:Gejza Dusík) - 1956 - opereta Hrnčiarsky bál
- Už iný vietor vanie - - (h:Gejza Dusík) - 1956 - opereta Hrnčiarsky bál
- Už dávno je to - - (h:/)
- Už dávno to viem - - (h:/) - 1935
- Už pláva loď moja - - (h:/) - 1961
- Už sa nebo kalí - - (h:Gejza Dusík) - 1956 - opereta Hrnčiarsky bál
- Už to viem - - (h:Gejza Dusík) - 1944 - opereta Tajomný prsteň

## V
- Vám chcem priniesť modré z neba - - (h:Gejza Dusík) - 1938 - opereta Keď rozkvitne máj
- Večerné svetlá - - (h:Gejza Dusík) - 1938 - opereta Keď rozkvitne máj
- Večer pri Dunaji - Melánia Olláryová - (h:Gejza Dusík) - 1954
- Veď to nič, to nič - - (h:Gejza Dusík) - 1971 - opereta To by bola láska
- Ver mi dievča - - (h:Gejza Dusík) - 1944 - opereta Tajomný prsteň
- Veselá nedeľa - - (h:Gejza Dusík) - 1938 - opereta Keď rozkvitne máj
- Veselá väznica - - (h:Gejza Dusík) - 1963 - opereta Karneval na Rio Grande
- Veselý pochod - - (h:Gejza Dusík) - 1938 - opereta Keď rozkvitne máj
- Veselo sa na tento svet pozerám - František Krištof Veselý, Milan Lasica a Bratislava Hot Serenaders - (h:Gejza Dusík) - 1944 - opereta Tajomný prsteň - foxtrot
- Veselo si spievam - - (h:Viktor Matyasovich) - 1938
- V mliečnom bare - - (h:/)
- V pondelok, v utorok - František Krištof Veselý - (h:/)
- Vraciam sa domov - - (h:Gejza Dusík) - 1971 - opereta To by bola láska
- Vráť sa mi - František Krištof Veselý - (h: Gejza Dusík)
- Vráť sa mi späť - - (h:J. Matuška)
- Všetko chcem ti odpustiť - - (h:/)
- Všetko s úsmevom - - (h:/)
- Vtáčik môj - - (h:/) - 1957
- V tom nie je žiadna záhada - - (h:Gejza Dusík) - 1963 - opereta Karneval na Rio Grande
- Vy slovenské dievčatká - - (h:/)
- V zákrutách lásky - - (h:/) - 1957
- Vzdušné zámky - - (h:/) - 1954
- V Zeleniciach na jarmoku - - (h:Gejza Dusík) - 1956 - opereta Hrnčiarsky bál

## Z
- Záhorie, Záhorie - - (h:Gejza Dusík) - 1956 - opereta Hrnčiarsky bál
- Zatancuj si so mnou, holubička - - (h:Gejza Dusík) - 1939 - opereta Modrá ruža
- Za tvoje šťastie - - (h:Gejza Dusík) - 1938 - opereta Keď rozkvitne máj
- Zelené oči - - (h:J. Matuška) - 1938
- Zem slovenská - - (h:Gejza Dusík) - 1938 - opereta Keď rozkvitne máj
- Zlatovláska - - (h:/) - 1935
- Zradný telefón - - (h:/) - 1959
- Zvláštny sen - - (h:/)
- Zvony domova - - (h:Gejza Dusík) - 1963 - opereta Karneval na Rio Grande

## Ž
- Život je hrou len - - (h:/)